# (694) Ekard
(694) Ekard – planetoida z grupy pasa głównego asteroid okrążająca Słońce w ciągu 4 lat i 133 dni w średniej odległości 2,67 j.a. Została odkryta 7 listopada 1909 roku w Taunton (Massachusetts) przez Joela Metcalfa. Nazwa planetoidy pochodzi od odwróconej pisowni Drake University w Des Moines, gdzie Seth Barnes Nicholson wraz z żoną obliczyli jej orbitę. Przed nadaniem nazwy planetoida nosiła oznaczenie tymczasowe (694) 1909 JA.